# Gülnaz Coşkun
Gülnaz Büşranur Coşkun (25 de agosto de 1999) es una deportista turca que compite en tiro con arco, en la modalidad de arco recurvo.
Ganó cuatro medallas en el Campeonato Europeo de Tiro con Arco al Aire Libre, en los años 2018 y 2022, y una medalla en el Campeonato Europeo de Tiro con Arco en Sala de 2022.

## Palmarés internacional
| Campeonato Europeo al Aire Libre | Campeonato Europeo al Aire Libre | Campeonato Europeo al Aire Libre | Campeonato Europeo al Aire Libre |
| Año                              | Lugar                            | Medalla                          | Prueba                           |
| -------------------------------- | -------------------------------- | -------------------------------- | -------------------------------- |
| 2018                             | Legnica (Polonia)                | Medalla de oro                   | Equipo                           |
| 2018                             | Legnica (Polonia)                | Medalla de bronce                | Individual                       |
| 2022                             | Múnich (Alemania)                | Medalla de oro                   | Individual                       |
| 2022                             | Múnich (Alemania)                | Medalla de plata                 | Equipo                           |
| Campeonato Europeo en Sala       |                                  |                                  |                                  |
| Año                              | Lugar                            | Medalla                          | Prueba                           |
| 2022                             | Laško (Eslovenia)                | Medalla de plata                 | Equipo                           |